# Boulez Conducts Zappa: The Perfect Stranger
Boulez Conducts Zappa: The Perfect Stranger (conosciuto anche come The Perfect Stranger), pubblicato nel 1984, è un album di Frank Zappa diretto in parte da Pierre Boulez ed eseguito dall'Ensemble InterContemporain, Pierre-Laurent Aimard, Paul Meyer (clarinettista) e Zappa al Synclavier.

## Tracce
1. The Perfect Stranger – 12:44
2. Naval Aviation in Art? – 2:45
3. The Girl in the Magnesium Dress – 3:13
4. Dupree's Paradise – 7:54
5. Love Story – 0:59
6. Outside Now Again – 4:06
7. Jonestown – 5:27